# واردلو
واردلو (به انگلیسی: Wardlow) یک روستا و محله مدنی در بریتانیا است که در Derbyshire Dales واقع شده‌است. واردلو ۱۱۸ نفر جمعیت دارد.